# گیزم گونولتاش
گیزم گونولتاش (انگلیسی: Gizem Gönültaş؛ زادهٔ ۱۳ ژوئیهٔ ۱۹۹۳) بازیکن فوتبال اهل ترکیه است.
از باشگاه‌هایی که در آن بازی کرده‌است می‌توان به باشگاه فوتبال اردواسپور اشاره کرد.
وی همچنین در تیم‌های ملی فوتبال Turkey women's national under-17 football team, Turkey women's national under-19 football team، و زنان ترکیه بازی کرده‌است.